# Malinô Brdo
Malinô Brdo (ok. 980 m) lub Malina Skalka – skalisty szczyt w Wielkiej Fatrze na Słowacji. Znajduje się po północno-wschodniej stronie szczytu Malinné i północno-zachodniej szczytu Sidorovo.
Malinô Brdo zbudowane jest ze skał wapiennych. Wznosi się w tzw. liptowskiej gałęzi Wielkiej Fatry w północno-wschodnim grzbiecie szczytu Malinné. Na południowy zachód Malinô Brdo opada pionową ścianą. Dawniej na grzbiecie między podnóżem skały Malinô Brdo a szczytem Malinne znajdowała się duża pasterska hala Vlkolínské ľuky. Obecnie jest to teren ośrodka narciarskiego Ružomberok. Na płaskim terenie pod skałą Malinô Brdo wybudowano hotel „Malina", nieco powyżej niego na trawiastych terenach dolną stację wyciągów narciarskich i bufet. Na szczycie Malinô Brdo znajduje się górna stacja kolei gondolowej z należącej do Rużomberka dzielnicy Hrabovo.
Na północ  Malinô Brdo opada w widły dwóch źródłowych cieków Hrabovskiego potoku. Jest porośnięte lasem, ale są w nim liczne skalne wychodnie, a w skałach jaskinie. Wzdłuż trasy kolejki gondolowej prowadzi pieszy szlak turystyczny z Rużomberka na szczyt  Malinô Brdo.
W północno-zachodnim kierunku ciągnie się od skały Malina grzbiet opadający na Vlkolínské ľuky. U jego podnóży znajdują się chaty (niewielkie domki) i duży hotel Májekova chata. Należą one również do zaplecza ośrodka narciarskiego Skipark Ružomberok.